# フェルプスドッジ
フェルプス・ドッジ（正式名称：Phelps Dodge Corporation：略称 PD）は、アメリカ合衆国アリゾナ州フェニックスの鉱山会社。1834年に創業した。チリのコデルコ社と並ぶ銅生産における最大級の企業であった。
他、銅の副産物として金、銀、モリブデン、レニウムを扱い、ことにレニウムについては、世界最大の生産者となっていた。銅だけでなく、他の副産物も市況が高騰していることにより、銅クレジットの低減に役立っている。モリブデン部門については、クライマックス社という関連会社が業務を担当していた。
2006年11月19日、銅・金の山元であるフリーポート・マクモランが、フェルプス・ドッジ株式1株につき$88の現金及びフリーポート・マクモランの株式0.67株という条件でフェルプス・ドッジの株式全てを購入、吸収した。